# Рокишкис
Рокишкис (литв. Rokiškis, рус. Ракишки, пољ. Rokiszki) је град у Литванији, на крајњем североистоку земље, близу границе са Летонијом. Рокишкис чини самосталну општину у оквиру округа Паневежис.
Рокишкис је по последњем попису из 2001. године имао 16.746 становника.

## Галерија слика
- Главни трг са катедралом у позађу
- Старо здање
- Нови тржни центар у старој згради
- Споменик слободи